# Флаг Бенилюкса
Флаг Бенилюкса — неофициальный символ межправительственной организации Бенилюкс. Флаг был создан Комитетом бельгийско-нидерландско-люксембургского сотрудничества в 1957 году.

## Описание
Флаг сочетает в себе элементы флагов стран, входящих в организацию: Бельгии, Люксембурга и Нидерландов. Красная полоса взята с флага Люксембурга, синяя полоса — с флага Нидерландов, а чёрная полоса и жёлтый лев, смотрящий влево, взяты с герба Бельгии. Лев также представляет всю территорию Бенилюкса, так как его изображение присутствует и на гербе Нидерландов, и на гербе Люксембурга.

## Символика стран-участниц организации
- Флаг Бельгии
- Флаг Люксембурга
- Флаг Нидерландов
- Герб Бельгии
- Герб Люксембурга
- Герб Нидерландов